# Barbus bergi
Barbus bergi е вид лъчеперка от семейство Шаранови (Cyprinidae). Видът не е застрашен от изчезване.

## Разпространение и местообитание
Разпространен е в България и Турция.
Обитава сладководни басейни, морета, реки и потоци.

## Описание
На дължина достигат до 29 cm.